# Alien (Tankard)
Alien è un EP del gruppo musicale thrash metal tedesco Tankard, pubblicato nel 1989 per la Noise Records.

## Il disco
Successore di The Morning After (dell'anno precedente), Alien contiene 5 tracce tra cui la nuova versione di (Empty)Tankard (brano presente sul primo disco Zombie Attack), più veloce dell'originale e con l'aggiunta del ritornello finale "We wanna drink some Whiskey!We wanna drink some Beer!" che andrà a chiudere ogni concerto della band e la cover dei Rose Tattoo Remedy. Anche la title track è uno dei brani più famosi dei Tankard.
Alien è l'ultimo album che vede in formazione il batterista Oliver Werner. L'alieno ubriaco che c'è sulla copertina dell'album diventa la mascotte della band e comparirà in quasi tutte le copertine degli album successivi.
Nel 2005 viene rimasterizzato e aggiunto all'album The Morning After.

## Tracce
1. Alien
2. 666 Packs
3. Live to Dive
4. Remedy
5. (Empty)Tankard

## Formazione
- Andreas"Gerre"Geremia - voce
- Alex Katzmann - chitarra
- Andy Bulgaropulos - chitarra
- Frank Thowarth - basso
- Oliver Werner - batteria